# Henk van Straten
Hendrik Anna (Henk) van Straten (Rotterdam, 31 januari 1980) is een Nederlands schrijver, journalist en columnist uit Eindhoven.

## Jonge jaren
Van Straten werd geboren in Rotterdam-Delfshaven en verhuisde op zesjarige leeftijd naar zijn thuisstad Eindhoven. In zijn middelbareschooltijd op de Rommert Casimir havo richtte hij samen met anderen de hardcore-punkband Maypole op, waarin hij als vocalist en tekstschrijver fungeerde. In zijn tienjarige bestaan bracht de band twee albums uit en toerde hij geregeld door Europa. Tussentijds begon Van Straten driemaal aan een hbo-opleiding (Leraar Engels, de pabo en Muziekmanagement) maar brak hij deze alle voortijdig af. Na het uit elkaar gaan van Maypole in 2004 werkte Van Straten onder meer in de horeca als floormanager en avondcoördinator bij het Eindhovense poppodium Effenaar en als intercedent bij uitzendbureau Manpower. In diezelfde periode richtte hij zich op het schrijverschap.

## Schrijfcarrière

### 'Vijf boeken in vier jaar' bij m.n. Lebowski (2007 – 2012)
Van Straten debuteerde in september 2007 met het fantasy-jeugdboek Zwarth, het donker ontwaakt. Zelf beschouwt hij het echter niet meer als het begin van zijn oeuvre omdat hij het boek 'helemaal niet meer goed' vindt. Zijn romandebuut Ik ben de regen kwam uit bij Lebowski Publishers in oktober 2008 en werd een jaar later heruitgegeven onder de titel Kleine stinkerd. Het boek is een tragikomische detective met film noir-elementen en werd goed ontvangen; Het Parool noemde het 'verreweg het leukste en meest leesbare debuut sinds tijden'. Eerder haalde Van Straten het nieuws door mensen op eBay te laten bieden voor een rol in het boek. De hoogste bieder betaalde daar uiteindelijk iets meer dan negenhonderd euro voor.
In oktober 2009 werd zijn tweede roman Smet gepubliceerd. Het boek gaat over vijf eenzame, compulsieve mensen die de krachten bundelen om hun angsten te overwinnen. Het kreeg verschillende positieve recensies en werd genomineerd voor de BNG Nieuwe Literatuurprijs. Ook in 2009 verscheen het non-fictieve Mijn nieuwe beste vriend, waarin Van Straten verhaalt over zijn belevenissen in het jaar dat hij optrok met de Eindhovense straatartiest Heintje Bondo. Hiervoor waren ze in december 2009 samen te gast bij De wereld draait door. Het boek leverde Van Straten zijn eerste journalistieke klus op; de rubriek Van Straten gaat vreemd in de Nieuwe Revu, waarvoor hij zich stortte in subculturen en eigenaardige werelden. In 2010 schreef Van Straten een kinderboek: Alle vissen vonden olifant.
In het najaar van 2011 bracht Van Straten de romans Salvador en Superlul gelijktijdig uit. Salvador is een psychologische roman over de proletarische ex-gedetineerde Hendrie, die probeert te breken met zijn verleden en in Spanje op zoek gaat naar zijn bij een vakantiescharrel verwekte zoontje. Het boek werd genomineerd voor de BNG Nieuwe Literatuurprijs en stond op de longlist voor de Libris Literatuur Prijs. NRC Handelsblad destilleerde 'het beklimmen van een voetstuk' als thema uit het boek en vergeleek het met het realistische werk van Stendhal en Balzac. Superlul is een satire over de wereld van BN'ers en werd onder andere gepromoot met behulp van Superlul The Movie, dat op internet verscheen. Hierin te zien zijn onder meer Van Straten zelf, Kees de Koning, James Worthy, Robert Vuijsje, Sticks, Leon Verdonschot, Dennis Storm en Theo Maassen. Na uitgave van het boek klaagden enkele bekende Nederlanders in roddelblad Story over de manier waarop Van Straten ze in het boek neerzette. Daarnaast kwam Superlul in september 2013 in het nieuws nadat Van Straten aankondigde een rechtszaak aan te spannen tegen tv-producent Reinout Oerlemans wegens plagiaat; Oerlemans zou het idee voor zijn televisieprogramma Welkom bij de Kamara's hebben overgenomen uit het boek. Van Straten trok de aanklacht echter dezelfde dag nog in en liet weten dat deze nooit serieus bedoeld was.
In december 2012 besloten Van Straten en Lebowski Publishers zijn nagenoeg voltooide roman Het grote omgaan terug te trekken. Van Straten werkte twee jaar aan het boek maar vond het niet hoogwaardig genoeg voor publicatie. Terugblikkend op zijn eerste jaren als schrijver zei Van Straten in 2015: 'Ik begon jong, debuteerde op m’n 27ste en schreef vijf boeken in vier jaar. Dat ging veel te snel en [...] was achteraf gezien niet gunstig. [...] Als ik omkijk dan zie ik ravage. Er ligt troep.'

### 'Nieuwe start' bij Nijgh & Van Ditmar (2013 – heden)
Van Straten tekende in 2013 een contract bij uitgever Nijgh & Van Ditmar. Zijn roman Bidden en vallen verscheen er in oktober 2015. Te gast bij het tv-programma Pauw zei Van Straten het te zien als zijn debuutroman en als '[...] een nieuwe start, het boek dat ik altijd al wilde schrijven'. Het verhaal omvat vijf hoofdpersonages die zich krampachtig vastklampen aan hun zelfopgelegde identiteit, maar in een crisis belanden wanneer hun levensverhaal door verschillende gebeurtenissen niet meer standhoudt. Bidden en vallen kreeg een driesterrenrecensie in het NRC Handelsblad en de Volkskrant. In december 2015 werd het genomineerd voor de BNG Bank Literatuurprijs, evenals Underdog van Elfie Tromp en de uiteindelijke winnaar Een honger van Jamal Ouariachi.
In maart 2017 publiceerde hij Wij zeggen hier niet halfbroer, een boek met memoires over zijn jeugd. Van Straten beschreef erin hoe hij opgroeide in een gezin met drie oudere halfbroers en opging in zowel de punk- als gabber-subcultuur. Volkskrant-columniste Sylvia Witteman noemde het 'de coming of age van een echte jongen, die knokt en zuipt. Een fijn, ontroerend mensenboek, pijnlijk oprecht en geestig bovendien.’ Een jury van de CPNB bekroonde het tot Beste Boek voor Jongeren 2018, met daarbij de opmerking: 'Een ontzettend komisch en levendig boek over 'jezelf vinden', dat elke tiener zou moeten lezen.'
Een tweede boek met memoires verscheen in maart 2018. Berichten uit het tussenhuisje verhaalt over de tweeënhalf jaar na de scheiding met de moeder van zijn twee zoons in 2014. Deze periode van 'eenzaamheid, slaappillen, drank, vrouwen en verwarring' heeft hij toentertijd ook gebruikt als materiaal voor columns in vrouwenblad LINDA. Ter promotie was Van Straten op televisie te zien bij De wereld draait door en Pauw en gaf hij voordrachten in samenwerking met collega-auteur Elke Geurts. Zij bracht in 2017 het eveneens autobiografische Ik nog wel van jou uit over haar echtscheiding.
In opdracht van het Prins Bernhard Cultuurfonds en de literaire stichting Tilt schreef Van Straten in 2019 het eerste Brabants Boek Present, een provinciaal equivalent van het Boekenweekgeschenk. Klanten van boekhandels in Noord-Brabant kregen in week 37 de novelle Van Gogh sneed hier nooit een oor af cadeau bij hun aankoop. Het boek is een thriller over een links-liberaal babyboomer-echtpaar dat in hun Nuenense villa gegijzeld wordt door een alt-righter. In juni 2020 werd het heruitgegeven onder de titel Kwaad bloed. Tegelijk met het Brabants Boek Present verscheen de bundel Niets zal ons redden maar een beetje liefde is oké, met columns over 'het menselijk tekort en de absurditeit van het bestaan’ die Van Straten eerder plaatste op zijn website.
In december 2020 verscheen de roman Ernest Hemingway is gecanceld. Na Kwaad bloed is het het tweede deel in een thematische trilogie over 'de echte dan wel ingebeelde val van de witte man'.

## Overige activiteiten
Van Straten heeft als journalist/columnist geschreven voor onder meer Nieuwe Revu, Vrij Nederland, Eindhovens Dagblad, FRITS Magazine, Volkskrant Magazine, Trouw, De Correspondent, JAN, Elle, Esquire, Playboy, Happinez, Harper's Bazaar, &C en LINDA. Zijn fictie verscheen in Hollands Maandblad, Das Magazin en Tirade.
Verder is hij mede-oprichter van digitaal cultureel magazine De Optimist en schreef en co-regisseerde hij twee korte films: Bakkie doen! en Uitgeklokt, beide uit 2011. Hij had een cameo in de speelfilm Doodslag (2012) en was te zien in Leon Verdonschots documentaire over tatoeages Lijfspreuk (2015). Aan de ArtEZ Academie Arnhem verbond hij zich als docent literaire non-fictie. In 2014 toerde hij met Karin Bruers en Björn van der Doelen door het land met de 'literaire cabaretvoorstelling' Geniet er maar van, over de pieken en dalen van het ouderschap. In 2015 reisde Van Straten met collega-schrijver Jaap Scholten af naar de Abruzzen om op zoek te gaan naar de Italiaanse wortels van hun beider held John Fante. Dit werd vastgelegd in de documentaire Against A Perfect Sky van Jasper Henderson.

## Bestseller 60
| Boeken met noteringen in de Nederlandse Bestseller 60 | Jaar van verschijnen | Datum van binnenkomst | Hoogste positie | Aantal weken | Opmerkingen |
| ----------------------------------------------------- | -------------------- | --------------------- | --------------- | ------------ | ----------- |
| Berichten uit het tussenhuisje                        | 2018                 | 04-04-2018            | 12              | 4            |             |